# 飛鳥川 (奈良県)

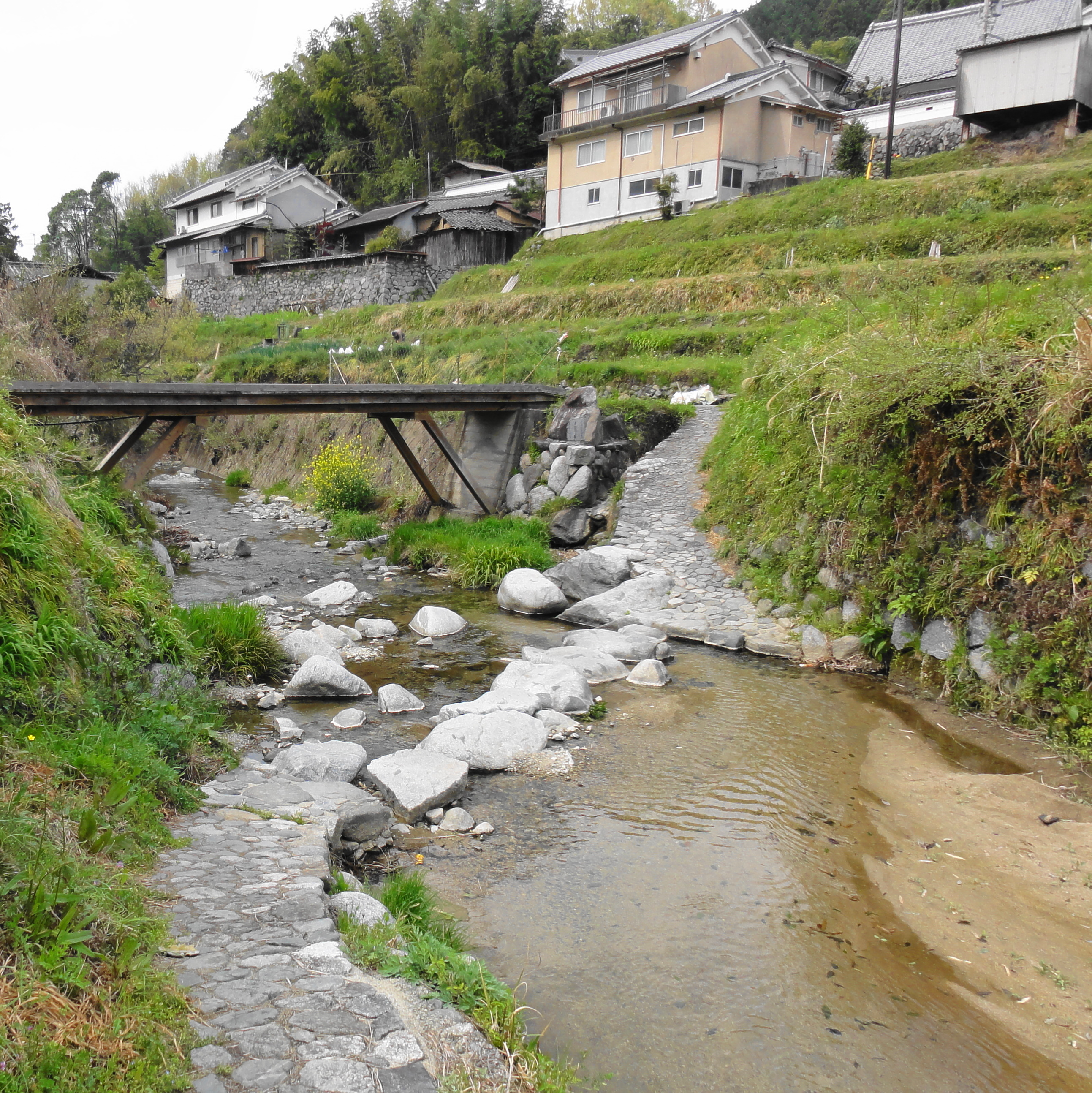
飛鳥の岩橋、日本百名橋の番外

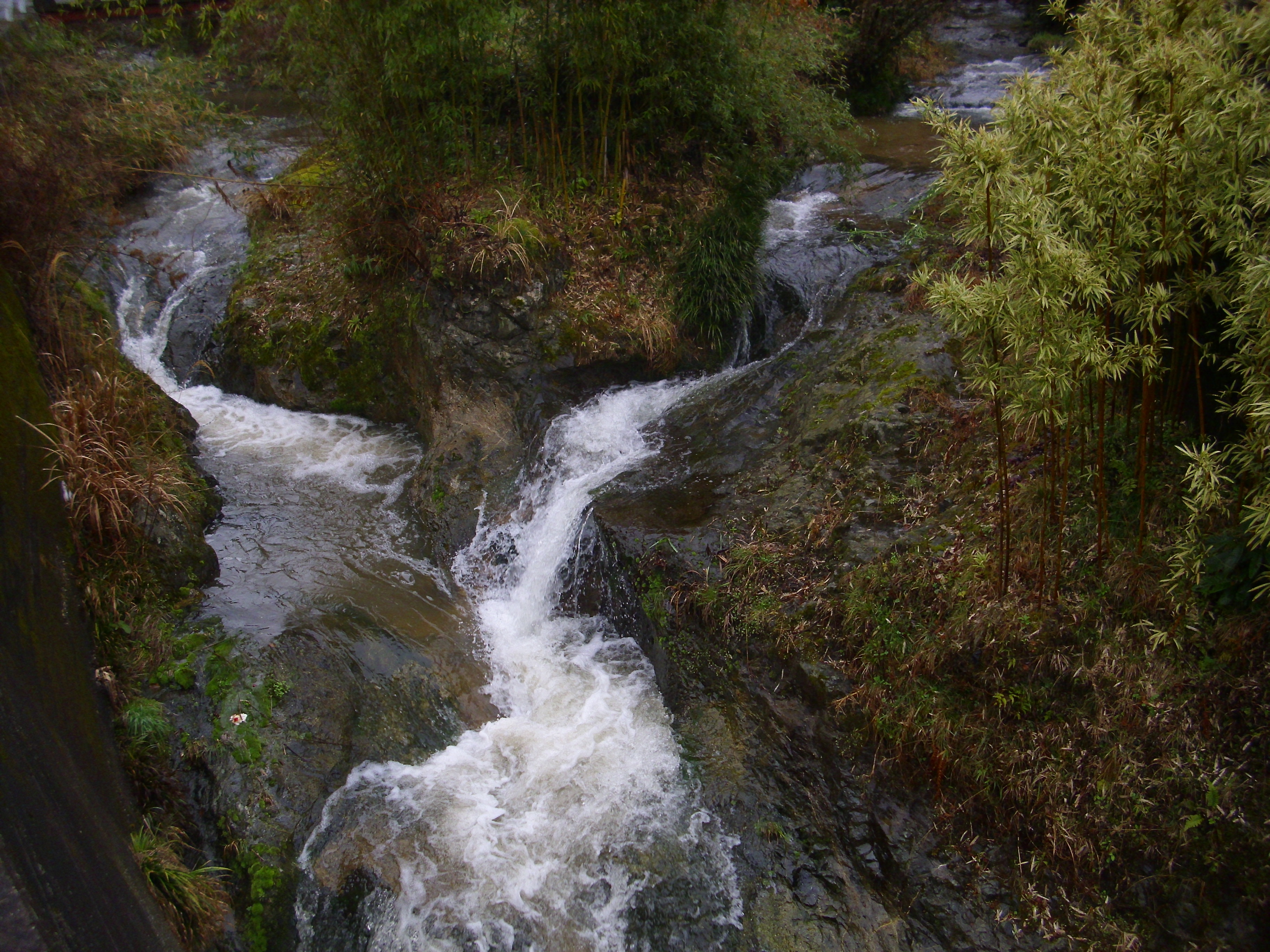
手谷川(左)と行者川が合流し飛鳥川となる栢森

飛鳥川（あすかがわ）は、奈良県中西部を流れる大和川水系の一級河川。奈良盆地西部を多く北流する大和川の支流の一つである。
明日香川とも綴る。流域は古代より開けた地で、古歌にもしばしば詠まれた。

## 地理
高取山北東麓に発する複数の水流の内、手谷川と行者川が奥飛鳥の栢森集落内で合流し飛鳥川となり、明日香村中央部を北流、橿原市、田原本町などを経て川西町保田で大和川に注ぐ。
上流部では棚田が並ぶ渓谷を進み、集落内を流れる水路（井手）へも給水、丘陵地帯の明日香村を抜けてからは奈良盆地の田園地帯を行く。下流部では東に寺川、西に曽我川と、大和川支流が約1km間隔で左右に平行し、田園を潤している。西隣を流れる曽我川の大和川への河口は、飛鳥川のそれから500mしか離れていない。

## 流域の自治体
奈良県
高市郡明日香村、橿原市、磯城郡田原本町、磯城郡三宅町、磯城郡川西町、生駒郡安堵町

## 支流
- 冬野川
- 中の橋川
- 屋就川
- 鳥米川
- かんでん川
- 新川

## 並行する交通
- 奈良県道15号桜井明日香吉野線
- 奈良県道124号橿原神宮東口停車場飛鳥線
- 奈良県道206号豊浦大和八木停車場線

## 流域の見どころ
- 石舞台古墳
- 飛鳥京跡
- 飛鳥寺
- 甘樫丘
- 藤原宮跡

## 和歌（歌枕として）
世の中は何か常ある飛鳥川　昨日の淵ぞ今日は瀬になる（よみびとしらず）
飛鳥川淵は瀬になる世なりとも　思いそめてむ人は忘れじ（よみびとしらず）
みしはみな昨日の渕の飛鳥川　はやくの事ぞ帰る瀬もなき（武者小路実陰）